# Ernst Stettler
Ernst Stettler (ur. 17 lipca 1921 w Mellikonie  – zm. 28 sierpnia 2001 tamże) – szwajcarski kolarz szosowy, srebrny medalista mistrzostw świata.

## Kariera
Największy sukces w karierze Ernst Stettler osiągnął w 1946 roku, kiedy zdobył srebrny medal w wyścigu ze startu wspólnego amatorów podczas mistrzostw świata w Zurychu. W zawodach tych wyprzedził go jedynie Francuz Henri Aubry, a trzecie miejsce zajął Belg Henri Van Kerckhove. Był to jednak jedyny medal wywalczony przez Stettlera na międzynarodowej imprezie tej rangi. Na rozgrywanych trzy lata później mistrzostwach świata w Kopenhadze był szósty w tej samej konkurencji wśród zawodowców. W 1948 roku wygrał Nordwest-Schweizer-Rundfahrt, a w 1950 roku był najlepszy w Tour des Quatre-Cantons. Był ponadto drugi w Mistrzostwach Zurychu w 1948 roku i trzeci w klasyfikacji generalnej Tour de Suisse rok później. Nigdy nie wystąpił na igrzyskach olimpijskich. Jako zawodowiec startował w latach 1947-1954.